# UFC on ESPN: Tybura vs. Spivac 2
UFC on ESPN: Tybura vs. Spivac 2（ユーエフシー・オン・イーエスピーエヌ：ティブラ・バーサス・スピバック・ツー、別名UFC on ESPN 61）は、アメリカ合衆国の総合格闘技団体「UFC」の大会の一つ。2024年8月10日、ネバダ州ラスベガスのUFC APEXで開催された。

## 大会概要
本大会はマルチン・ティブラとセルゲイ・スピバックのヘビー級戦が組まれた。

## 試合結果

### プレリミナリーカード
第1試合 女子ストロー級 5分3R
○  ステファニー・ルシアーノ vs.  タリタ・アレンカー ×
3R終了 判定3-0（30-27、30-27、30-27）
第2試合 フェザー級 5分3R
○  ユーセフ・ザラル vs.  ヤルノ・エレンス ×
1R 3:52 リアネイキドチョーク
第3試合 ヘビー級 5分3R
○  ジョナタ・ディニス vs.  カール・ウィリアムズ ×
3R終了 判定3-0（30-27、29-28、29-28）
第4試合 ミドル級 5分3R
○  カロル・ロサ vs.  パニー・キアンザド ×
3R終了 判定3-0（30-27、30-27、30-27）

### メインカード
第5試合 バンタム級 5分3R
○  風間敏臣 vs.  ハラランボス・グリゴリオウ ×
2R 1:55 三角絞め
第6試合 141ポンド契約 5分3R
○  ヤナ・クニツカヤ vs.  チェルシー・チャンドラー ×
3R終了 判定3-0（30-27、29-28、29-28）
※チャンドラーの体重超過により女子バンタム級から変更。
第7試合 バンタム級 5分3R
○  クリス・グティエレス vs.  クアン・レー ×
3R終了 判定3-0（29-28、29-28、29-28）
第8試合 171.25ポンド契約 5分3R
○  ダニー・バーロウ vs.  ニコライ・ヴェレテンニコフ ×
3R終了 判定2-1（29-28、27-30、29-28）
※バーロウの体重超過によりウェルター級から変更。
第9試合 149.5ポンド契約 5分3R
○  チェペ・マリスカル vs.  デイモン・ジャクソン ×
3R終了 判定3-0（30-25、30-25、30-26）
※マリスカルの体重超過によりフェザー級から変更。
第10試合 ヘビー級 5分5R
○  セルゲイ・スピバック vs.  マルチン・ティブラ ×
1R 1:44 腕ひしぎ十字固め

### 各賞
ファイト・オブ・ザ・ナイト：該当無し
パフォーマンス・オブ・ザ・ナイト：セルゲイ・スピバック、風間敏臣、ユーセフ・ザラル
各選手にはボーナスとして5万ドルが授与された。

### カード変更
負傷などによるカードの変更は以下の通り。